# Lowndes County, Alabama
Lowndes County är ett administrativt område i delstaten Alabama, USA, med 11 299 invånare. Den administrativa huvudorten (county seat) är Hayneville. 

## Geografi
Enligt United States Census Bureau har countyt en total area på 1 878 km². 1 860 km² av den arean är land och 18 km² är vatten.

### Angränsande countyn
- Autauga County - nord
- Montgomery County - öst
- Crenshaw County - sydöst
- Butler County - syd
- Wilcox County - sydväst
- Dallas County - väst